# Stepan Klotxurak
Stepan Klotxurak (en ucraïnès: Степан Клочурак; Iassínia, 27 de febrer de 1895 - Praga, 8 de febrer de 1980) va ser un militar i polític hutsul d'Ucraïna. Va ser president de l'efímera República hutsul el 1919 i després ministre de defensa de la república de Carpàtia ucraïnesa.